# Heilig-Kreuz-Kirche (Gladbeck)

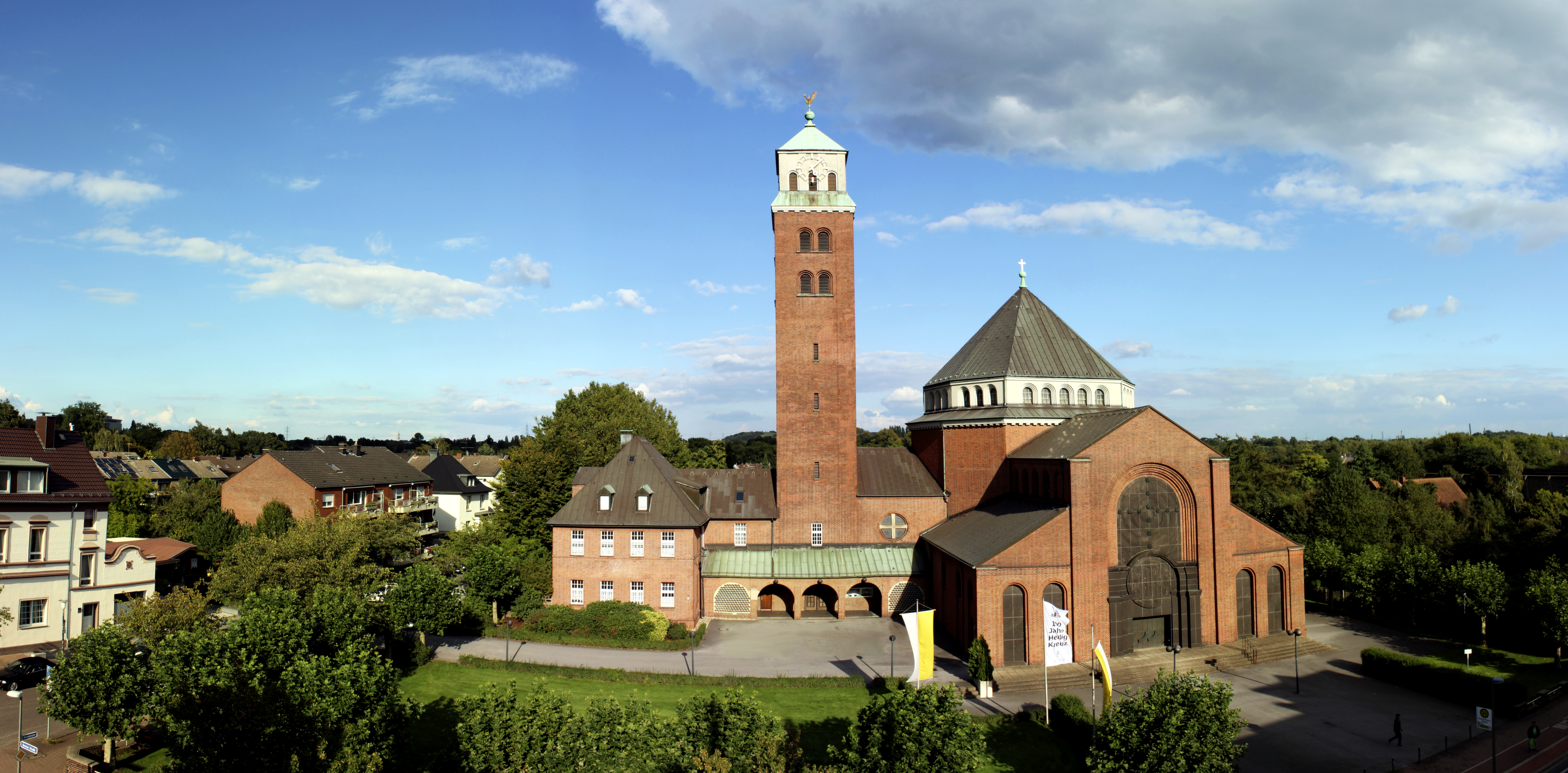
Der gesamte Baukomplex von Kirche, Turm, Pfarrhaus und vorgelagerten Plätzen in der Westansicht im Jahr 2014.

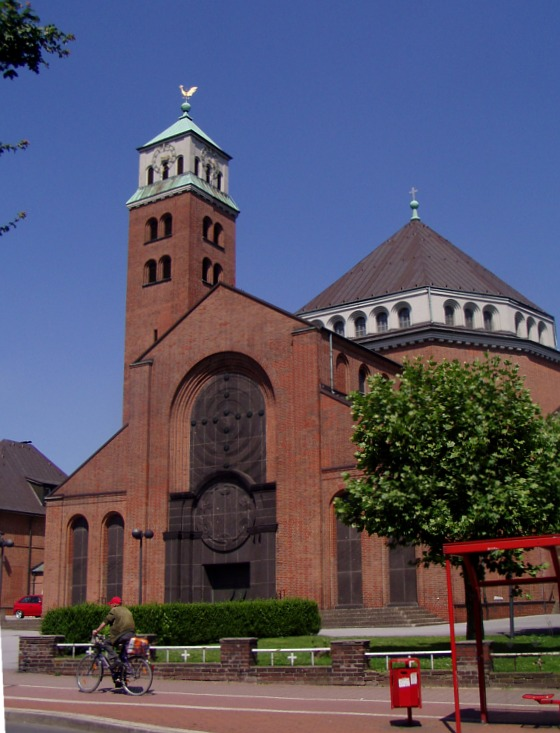
Heilig-Kreuz-Kirche

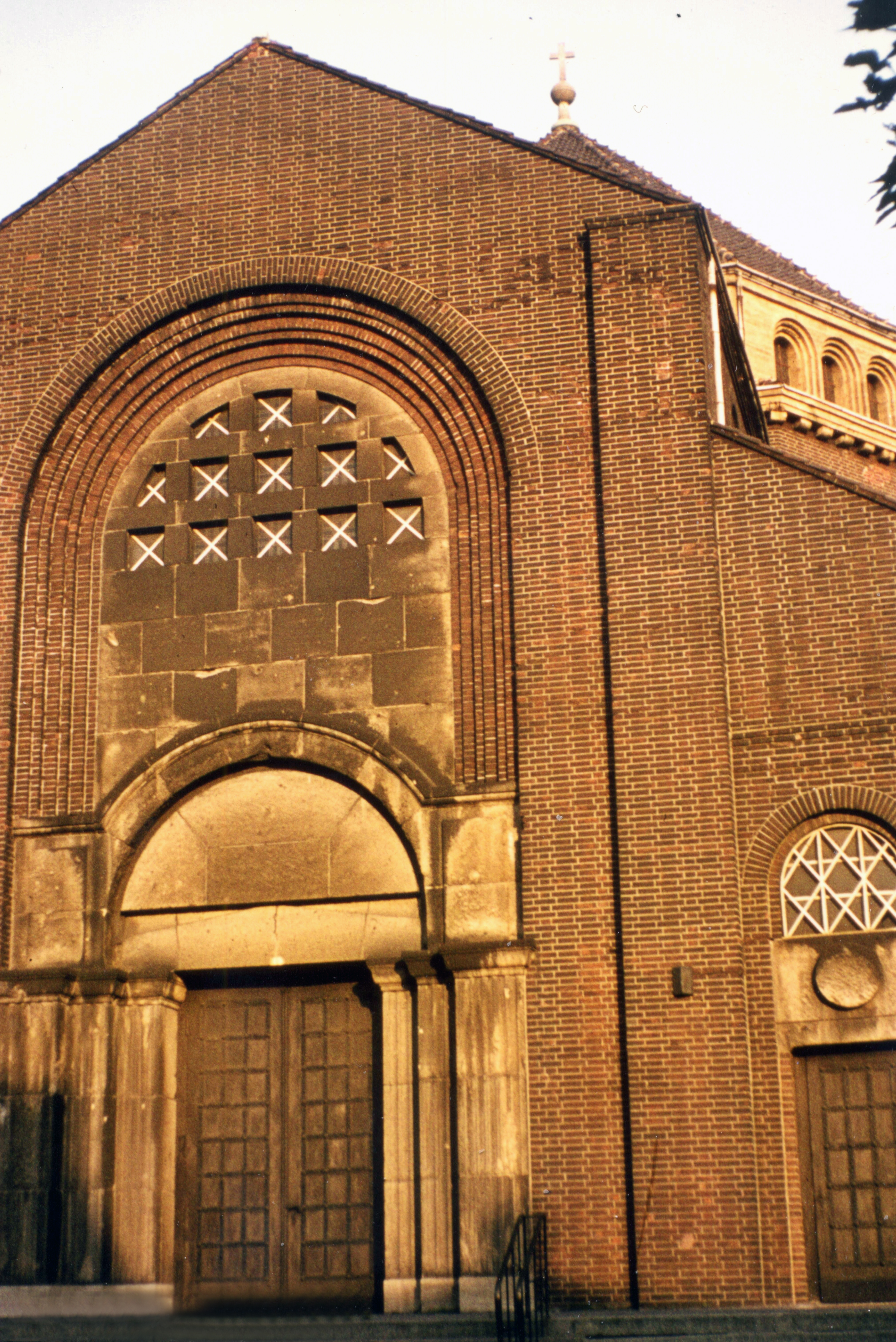
Westfassade der Heilig-Kreuz-Kirche im Jahr 1965 noch in der ursprünglichen Gestaltung von 1914

Die Heilig-Kreuz-Kirche (eigene Schreibweise Heilig Kreuz-Kirche)  ist die im neoromanischen Stil errichtete und nach dem Heiligen Kreuz benannte römisch-katholische Kirche von Gladbeck-Butendorf im Bistum Essen, Kreis Recklinghausen, Nordrhein-Westfalen, Deutschland.

## Vorgeschichte
Mit Beginn des 20. Jahrhunderts hatte die Industrialisierung und Bevölkerungsentwicklung des nördlichen Ruhrgebietes Größenordnungen erreicht, die eine deutliche Veränderung kirchlicher Strukturen notwendig machte. Daher wurden in St. Lamberti, der bislang einzigen Pfarrei Gladbecks, neue Seelsorgsbezirke ausgewiesen, welche später zu selbständigen Kirchengemeinden werden sollten. Für den Ortsteil Butendorf beschloss der Kirchenvorstand von St. Lamberti am 23. Mai 1910 die Errichtung einer neuen „Kultusstätte“, wie es im damaligen Protokollbuch hieß, in der nach der Fertigstellung am 28. Mai 1914 mit der Benedizierung der erste Gottesdienst gefeiert wurde. Die für dasselbe Jahr vorgesehene Kirchweihe musste wegen des Beginns des Ersten Weltkriegs verschoben werden und konnte erst am 28. April 1915 durch Weihbischof Theodor Kappenberg aus Münster nachgeholt werden.
Am 1. Dezember 1916 wurde der neue Seelsorgsbezirk durch den Bischof von Münster, Johannes Poggenburg, zur kanonischen Pfarrei erhoben.
Mit dem 1. September 2007 wurde diese Pfarrei durch den Bischof von Essen, Felix Genn, – wie alle anderen Gladbecker Pfarreien auch – aufgelöst und zu einer neuen Großpfarrei St. Lamberti zusammengefügt.

## Baugeschichte
Der Kölner Architekt Otto Müller-Jena schuf in den Jahren 1912 bis 1914 einen für einen Vorort vergleichsweise monumentalen Bau, zu dessen Konzeption er sich nach eigenem schriftlichem Zeugnis von frühromanischen Bauten inspirieren ließ. Bislang nur durch den Entwurf und Bau von Industrie- und Wohnbauten hervorgetreten, errichtete Müller-Jena über einem basilikalen Langhaus mit zwei niedrig gelagerten Seitenschiffen und einem kurzen Querhaus ein mächtiges zehneckiges Kuppeldach (Dekagon) mit einem Kranz von Oberlichtfenstern, wobei ihm vor allem die Kirche St. Gereon in Köln als Vorbild diente. An das nördliche Querschiff schließt sich ein nahezu freistehender, 46 Meter hoher Glockenturm (Campanile) an, der mittels einer fünfbogigen Vorhalle zum angegliederten Pfarrhaus überleitet.
Dieses in sich geschlossene und weithin sichtbare Ensemble prägt den Ortsteil Butendorf stark, zumal die Großbauten der Zechenanlagen Moltke 1/2 und Moltke 3/4 nach der Einstellung der Kohleförderung im November 1970 abgerissen wurden. Als eines der Wahrzeichen der Stadt Gladbeck steht die Heilig Kreuz-Kirche seit 1998 unter Denkmalschutz.

## Bildfenster
Allein das südliche Querschiff hatte bei der Errichtung der Kirche farbig verglaste Fenster mit bildlichen Darstellungen erhalten. 1914 schuf die Päpstliche Hof-Glasmalerei W. Derix in Goch und Kevelaer nach Entwürfen von Friedrich Stummel unterhalb der beiden großen Rosetten vier Fenster mit den Bildern der vier Evangelisten, die seinerzeit trotz ihrer geringen Größe eine hochstehende künstlerische Leistung darstellten. Die Originalentwürfe im Maßstab 1:10 befinden sich heute im Besitz der Pfarrer Brachthäuser-Stiftung. Die Fenster hatten den Zweiten Weltkrieg trotz einiger Beschädigungen überstanden und fielen erst den Umgestaltungen nach dem Zweiten Vatikanischen Konzil zum Opfer. Seitdem weist die Heilig Kreuz-Kirche keine Bildfenster mehr auf.

## Glocken
Am 4. März 1914 wurden durch Pfarrer Johann Heinrich Buck von St. Lamberti drei Bronze-Glocken geweiht, die von der renommierten Glockengießerei Otto in Hemelingen gegossen worden waren. Diese Glocken waren nach dem Heiligen Kreuz, Sankt Georg und der Gottesmutter Maria benannt und klangen auf die Töne „d“, „e“ und „g“. Während des Ersten Weltkriegs mussten im Juli 1917 die beiden erstgenannten Glocken zum Einschmelzen für Rüstungszwecke abgegeben werden. Zu Pfingsten 1924 wurden zwei neue Glocken geliefert, die wiederum von der Gießerei Otto auf die Töne „d“ und „e“ gegossen worden waren. Die noch vorhandene dritte Glocke wurde gegen eine neue auf den Ton „fis“ eingetauscht. Im Zweiten Weltkrieg mussten erneut zwei Glocken zur Kriegsverwendung abgegeben werden, für die zu Ostern 1949 Ersatz besorgt werden konnte: Der Bochumer Verein fertigte drei Gussstahlglocken in den Tönen „h“, „d“ und „e“, die bis heute mit der erhaltenen Bronze-Glocke in „fis“ das Geläut der Heilig Kreuz-Kirche bilden.
| Nr. | Name         | Gussjahr | Gießer, Gussort | Gewicht (kg) | Nominal |
| 1   | Christus     | 1949     | Bochumer Verein | 3860         | h       |
| 2   | Heilig Kreuz | 1949     | Bochumer Verein | 2110         | d       |
| 3   | Michael      | 1949     | Bochumer Verein | 1460         | e       |
| 4   | Maria        | 1924     | Franz Otto      | 1014         | fis     |

## Heilig Kreuz-Stiftung
Noch bevor im Jahre 2004 die gravierende Finanzmisere des Bistums Essen offenbar wurde, hatten sich die Verantwortlichen der Heilig Kreuz-Kirche um Alternativlösungen für die Unterhaltung und den Erhalt der Kirche bemüht. Nach rund zweijährigen Vorbereitungen gründete auf Betreiben von Pfarrer Brachthäuser der Kirchenvorstand der Kirchengemeinde Heilig Kreuz am 13. April 2003 die Heilig Kreuz-Stiftung, die am 16. Mai 2003 vom Münsteraner Regierungspräsidenten Jörg Twenhöven ihre Anerkennung erhielt. Wesentliches Ziel dieser Stiftung ist die Förderung des Gottesdienstes in der denkmalgeschützten Heilig Kreuz-Kirche und deren wirtschaftliche Unterhaltung.
Die Heilig Kreuz-Stiftung war die erste neuere Stiftung dieser Art im Bistum Essen und weit darüber hinaus. Wesentliches Merkmal ist, dass für den Aufbau des Stiftungskapitals nicht auf Kirchenvermögen zurückgegriffen wurde, sondern dass dieses Stiftungskapital allein aus Spenden zusammengetragen wurde.

## Ars liturgica

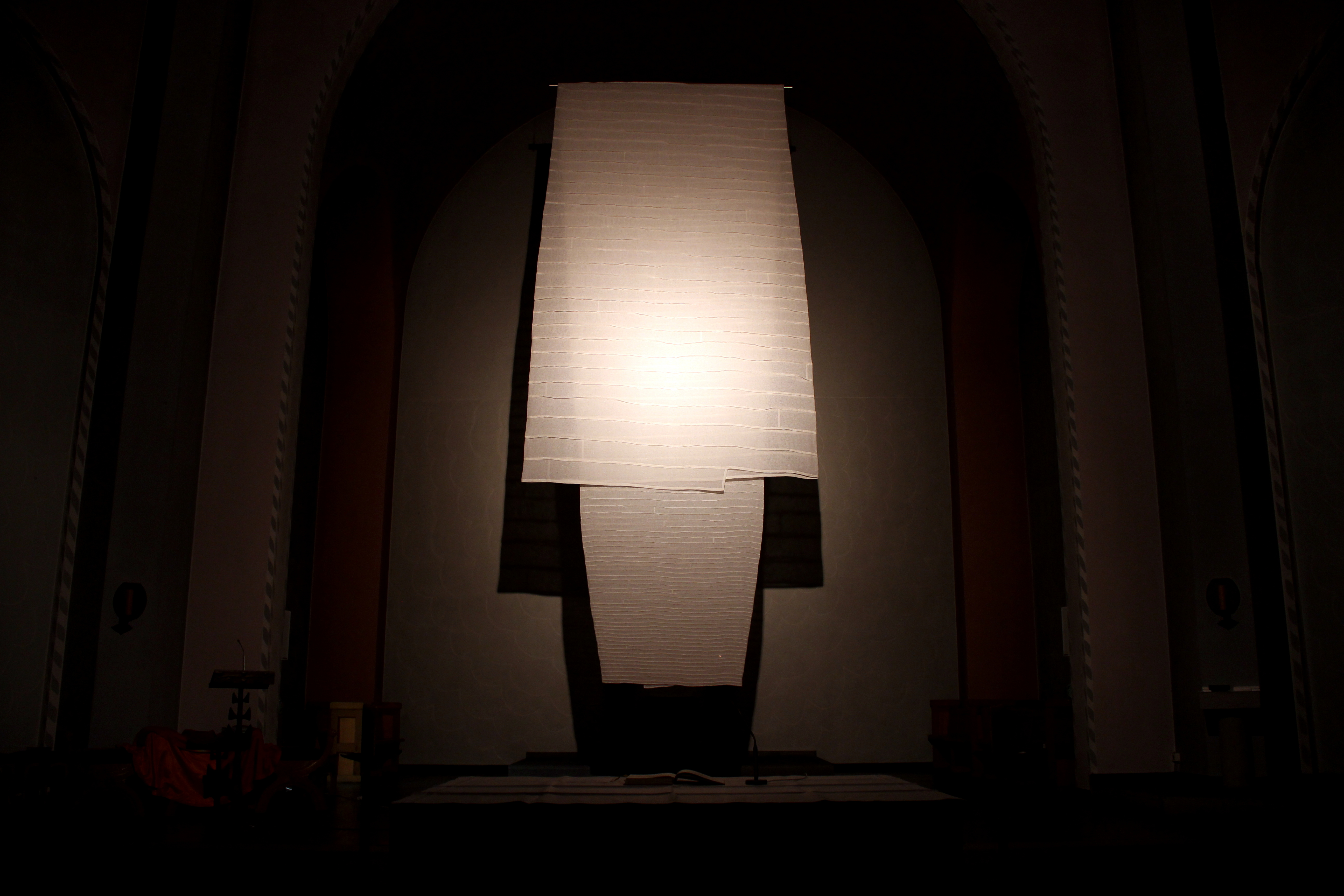
Das Fastentuch von Claudia Merx in der Heilig Kreuz-Kirche verhüllt die Kreuzigungsgruppe von Gerd Brüx.

Für 2012 war der deutschlandweite Gestaltungswettbewerb „Ars liturgica“ für die Heilig-Kreuz-Kirche ausgelobt worden, der die Gestaltung eines Fastentuches vorsah und in diesem Jahr von der Heilig-Kreuz-Stiftung mitfinanziert wurde. Der 1. Preis wurde an die Aachener Künstlerin Claudia Merx vergeben, die im Jahr 2003 bereits mit dem Staatspreis für das Kunsthandwerk NRW ausgezeichnet worden war. Am 16. Februar 2013 wurde das Fastentuch im Rahmen eines Festgottesdienstes in der Heilig-Kreuz-Kirche der Öffentlichkeit präsentiert.
In der Ausstellung „Fastentuch modern“ präsentierte das Deutsche Textilmuseum in Krefeld vom November 2013 bis zum Januar 2014 prämierte Entwürfe des Ars liturgica-Wettbewerbs 2012. Alle Entwürfe zitierten historische Textilien. Den Arbeiten der Preisträger wurden Textilien aus dem Deutschen Textilmuseum gegenübergestellt, z. B. ägyptische Mumienbinden, spätantike Gewebe, Damasttücher und Kaseln. Dem Fastentuch von Claudia Merx wurde insbesondere jener schlichte Vorhang entgegengesetzt, der in der Heilig-Kreuz-Kirche über Jahrzehnte während der Fastenzeit zur Verhüllung der Kreuzigungsgruppe verwendet worden war.

## Leitende Geistliche
- 1914–1917: Rektor Anton Brandt
- 1917–1945: Pfarrer Josef Grünefeld
- 1945–1958: Pfarrer Josef Niehoff
- 1958–1973: Pfarrer Josef Schäpers
- 1973–1998: Pfarrer Johannes Buchem
- 1998–2010: Pfarrer Ralph Eberhard Brachthäuser (seit dem 1. September 2007 als vicarius paroecialis)

Am 25. Januar 2007 wurde auf der Konferenz der Stadtdechanten des Bistums Essen der „Stellenplan 2009“ vorgestellt, aus dem hervorging, dass aufgrund des Priestermangels die Gemeinde Heilig Kreuz mittelfristig ohne eigenen Priester werde auskommen müssen. Diese Planung wurde im Rahmen der Strukturreform im Bistum Essen mit der Verabschiedung von Ralph Eberhard Brachthäuser am 10. Oktober 2010 umgesetzt.

## Zukunft des Gotteshauses
Am 22. August 2015 gab die Großpfarrei St. Lamberti bekannt, dass die Heilig-Kreuz-Kirche im Rahmen von „Anpassungsmaßnahmen“ im Jahr 2020 aufgegeben werde. Diese Absicht wurde im Juli 2018 erneut bestätigt. Machbarkeitsstudien für eine so genannte „Nachfolgenutzung“ seien sowohl vom Bistum Essen als auch von der Großpfarrei St. Lamberti in Auftrag gegeben.